# Thomas Gabriel Fischer
Thomas Gabriel Fisher (Zürich, Švicarska, 19. srpnja 1963.), također poznatiji pod umjetničkim imenima Tom Warrior, Tom Gabriel Fisher i Satanic Slaughter, švicarski je glazbenik. Najpoznatiji je kao član sastava Hellhammer i Celtic Frost. Trenutno je glavni pjevač sastava Triptykon.

## Životopis
Fischer je s basistom Ursom Sprengerom i bubnjarom Peteom Strattonom osnovao metal sastav Hammerhead 1982. Strattona je zamijenio Bruce "Denial Fiend" Day, a sastav je promijenio ime u Hellhammer iste godine. Krajem 1983. basist i skladatelj Martin Eric Ain pridružio se sastavu te je sastav snimio EP Apocalyptic Raids i demoalbume koje je objavila diskografska kuća Noise Records prije nego što se sastav raspao u svibnju 1984. Fischer i Ain osnovali su sastav Celtic Frost u lipnju 1984.
Godine 1985. Fischer je zamoljen da koproducira i pjeva na prvom demoalbumu sastava Coroner zvanom Death Cult. Taj demoalbum objavljen je 1986. Fischer je također bio autor glazbe i teksta pjesama. Godine 1987. Celtic Frost se raspao.
Godine 1988. Fischer je reformirao Celtic Frost s novom postavom. Iste godine objavljen je novi album sastava, Cold Lake. Godine 1993. Celtic Frost ponovno se raspao.
Godine 1994. Fischer je osnovao EBM/industrial rock projekt zvan Apollyon Sun.
Godine 2000. objavljen je knjiga Fischera Are You Morbid?: Into the Pandemonium of Celtic Frost. Godinu kasnije Celtic Frost ponovno se reformirao i počeo je raditi na novom albumu. Album Monotheist objavljen je 2006.
U travnju 2008. Fischer je napustio Celtic Frost zbog konflikta te je osnovao novi sastav zvan Tryptikon.
Iste godine pojavio se kao gostujući gitarist i basist na pjesmi "Set the Controls for the Heart of the Sun" albuma Revelations of the Black Flame sastava 1349. Godine 2009. koproducirao je njihov album Demonoir.
Fisher je vegan. Također navodi da ne pije, ne puši i ne drogira se.

## Diskografija
Hellhammer
- Death Fiend (1983.)
- Triumph of Death (1983.)
- Satanic Rites (1983.)
- Apocalyptic Raids (1984.)
- Apocalyptic Raids 1990 A.D. (1990.)
- Demon Entrails (2008.)
- Blood Insanity (2016.)

Celtic Frost
- Morbid Tales (1984.)
- Emperor's Return (1985.)
- To Mega Therion (1985.)
- Tragic Serenades (1986.)
- Into the Pandemonium (1987.)
- I Won't Dance (1987.)
- Cold Lake (1988.)
- Vanity/Nemesis (1990.)
- Wine in My Hand (1990.)
- Parched with Thirst Am I and Dying (1992.)
- Monotheist (2006.)
- Innocence and Wrath (2017.)

Coroner
- Death Cult (1986.)

Apollyon Sun
- God Leaves (1998.)
- Sub (2000.)

Probot
- Probot (2004.)

Tryptikon
- Eparistera Daimones (2010.)
- Shatter (2010.)
- Breathing (2014.)
- Melana Chasmata (2014.)
- Requiem – Live at Roadburn 2019 (2020.)

1349
- Revelations of the Black Flame (2009.)

Dark Fortress
- Eidolon (2008.)

## Vanjske poveznice
- Službena stranica sastava Celtic Frost  Arhivirana inačica izvorne stranice od 15. veljače 2023. (Wayback Machine)